# ТЕС Буггенум
ТЕС Буггенум — експериментальна теплова електростанція у Нідерландах в провінції Лімбург.
Введений в експлуатацію у 1994 році єдиний блок станції спорудили з використанням технології комбінованого парогазового циклу, котра почала набувати широкого застосування з кінця 20 століття. При цьому ТЕС призначалась для випробовування та удосконалення процесу газифікації вугілля, що у випадку успіху відкрило б шлях до широкомасштабного використання синтез-газу для виробництва електроенергії. Площадку для розміщення станції обрали поряд із вугільною ТЕС Маас, паливний склад якої використали в діяльності нового об'єкту (саму ж Маас, яка працювала з 1954 року, демобілізували через два роки після спорудження Буггенум). 
Блок обладнали турбінами компанії Siemens: газовою V94.2 потужністю 170 МВт та паровою потужністю 83 МВт (нетто, загалом блок видавав до 285 МВт, проте значна частина електроенергії споживалась у власному виробничому процесі).
За окремими важливими параметрами (викиди оксидів сірки та азоту) робота ТЕС Буггенум на синтез-газі виявилась екологічнішою навіть у порівнянні зі спалюванням природного газу. В той же час, викиди діоксиду вуглецю були до двох разів більшими. На станції також експериментували з додаванням у призначену для газифікації вугільну суміш біомаси. Частку останньої вдалось довести до 20 %, при цьому зменшення викидів діоксиду вуглецю становило до 22 %.
Паливна ефективність ТЕС становила 43 % — на рівні найкращих конденсаційних станцій, проте набагато менше, ніж у парогазових на традиційному паливі. Енергоблок працював як у піковому, так і базовому режимах.
В 2005 році ТЕС пройшла модернізацію, але вже на початку 2010-х прийняли рішення про її закриття. Саме тоді почався складний період для газових електростанцій, викликаний конкуренцією з вугільними на тлі розширення відновлюваної енергетики. Станція Буггенум припинила роботу у 2013 році.